# Појана (Ливези)
Појана (рум. Poiana) насеље је у Румунији у округу Бакау у општини Ливези. Oпштина се налази на надморској висини од 232 m.

## Становништво
Према подацима из 2002. године у насељу је живело 903 становника, од којих су сви румунске националности.